# 에드바르 그리그
에드바르 하게루프 그리그(노르웨이어: Edvard Hagerup Grieg,  노르웨이어 발음: [ˈɛ̀dvɑʈ ˈhɑ̀ːɡərʉp ˈɡrɪɡː], 1843년 6월 15일~1907년 9월 4일)는 노르웨이의 대표적인 낭만주의 작곡가이자 피아노 연주자이다. 핀란드의 장 시벨리우스, 보헤미아의 베드르지흐 스메타나처럼 노르웨이 민속음악을 활용한 작품들을 작곡하여 국민악파로도 여겨진다.
그리그는 노르웨이 베르겐 출신으로, 베르겐에는 그의 유산을 기리는 여러 기념물이 존재한다. 대표적으로 그리그홀, 그리그 아카데미, 에드바르 그리그 합창단이 있다. 또한, 그의 생가였던 트롤하우겐(Troldhaugen)은 현재 에드바르 그리그 박물관으로 운영중이다.

## 생애
그리그의 가족은 증조부대에 스코틀랜드에서 노르웨이의 베르겐으로 처음 이주하였다. 아버지는 상인이자 베르겐 주재 영국 부총영사였던 알렉산더 그리그(1806년–1875년)였으며, 어머니는 변호사이자 정치가였던  에드바르드 하게루프의 딸인 게신 주디테 하게루프(1814년–1875년)로 피아니스트이자 음악강사이기도 했다. 어머니는 매우 뛰어난 피아니스트였으므로 그는 최초의 음악교육을 어머니에게서 받았다.
원래 이름은 그레그(Greig)로, 스코트인 씨족중 하나인 그레고어와 관련이 있다. 1746년 스코틀랜드에서 벌어진 컬로덴 전투 이후, 애버딘셔 출신의 그리그의 증조부 알렉산더 그레그(1739년-1803년)는 여러 나라를 돌아다닌 뒤 1770년경에 노르웨이에 정착했다. 그리그의 친증조부모 존(1702-1774)과 앤(1704-1784)은 스코틀랜드 애버딘셔 래튼에 있는 폐허가 된 세인트 에테르난 교회의 버려진 교회 묘지에 묻혔다. 그리그의 사촌중에는 캐나다 피아니스트 글렌 굴드가 있다.
15세 때 독일에 유학하여 라이프치히 음악원에 입학, 이그나츠 모셸레스, 카를 라이네케 등에게 음악을 배웠다. 당시 독일에 유학한 스칸디나비아반도 출신 음악가의 거의 대부분은 그대로 독일에 머물렀기 때문에 독일의 음악가들과 어울리고 싶었으나 졸업 후 곧 스칸디나비아로 가서 요한 페테르 에밀리우스 하르트만과 닐스 가데를 알게 되었고 다음 해에는 리카르드 노르로크와도 만나 민족주의적인 음악사상을 품게 되었다.
1867년 4촌 누이인 가수 니나 하게루프와 결혼하여 귀국, 노르로크와 협력하여 1869년 오슬로에 음악협회를 설립, 1880년까지 그 지휘를 맡아 보았으며, 한편으로 민족색이 풍부한 명곡을 차례로 내놓았다. 1880년 이후에는 고향인 베르겐으로 돌아와 작곡에 전념하였고 그의 간단한 작업장이 지금도 국립박물관에 그대로 남아 있다. 이 곳은 피오르라고 하는 빙하로 생긴 골짜기가 강입구로 된 해안선 근처까지 뻗어나온 것이 내려다보이는 곳으로서, 숲 사이의 경치가 아름다운 곳이다. 그리그는 작곡가이자 피아니스트로서 또 지휘자로서 몇 차례나 외국에 갔으나 본거지는 늘 조국이었다. 만년의 약 10년간은 학생 때 앓은 폐병이 재발하여 어두운 나날을 보내야 했고 64세 때까지 살다 출생지에서 사망했다. 유골은 작업장 아래에 있는 피오르의 벽면 우묵하게 들어간 곳에 안치되었다.

## 작품 세계
그리그는 동년배인 표트르 차이콥스키, 안토닌 드보르자크와 같은 선이 굵은 작곡가는 아니나 섬세한 서정시인적인 음악가였다. 그 때문에 오페라를 결국 한 곡도 완성하지 못하였고, 유일한 교향곡인 교향곡 다단조도 자신이 연주금지곡으로 붙였고 거의 잘 알려지지 않았다. 교향곡 이외의 소나타 형식을 사용한 대작에서도 쉽게 성공했다고는 하기 힘들다. 구성력이나 주제의 논리적인 발전에 약한 면이 있었다. 오직 하나의 예외로는 피아노 협주곡 A단조(1868)으로, 이는 25세경의 젊었을 때의 것이다. 그리그의 특징은 첫째로 생애의 거의 대부분 시기에 걸쳐 계속해서 작품을 쓰고 있었으므로 가곡을 보면 그의 예술의 발자취를 잘 알 수가 있다. 가곡 다음으로는 피아노의 소곡이 중요하며 10권 66곡으로 된 <서정소곡집> 등 그 수도 가곡만큼 많다. 관현악곡 분야에서도 성공한 것은 피아노의 <서정소곡집> 가운데에서 4곡 정도는 자기가 골라내 오케스트레이션한 <서정모음곡>(1891)이라든가 입센의 극에 곡을 붙인 <페르 귄트 모음곡>(1874-1875) 등 소곡의 모음이다. 그의 실내악곡 중에서는 비교적 연주기회가 많은 제3바이올린 소나타(1878)도 실질적으로는 노르웨이의 노래와 춤의 접속곡 같은 데가 있다.

## 주요 작품

### 관현악
- 교향곡 다단조 EG119(1864)
- 가을에 Op.11(1865)
- 홀베르크 모음곡 Op.40(1884~5)
- 페르 귄트 모음곡 1번 Op.46(1875~6)
- 페르 귄트 모음곡 2번 Op.55(1875,91)
- 교향 춤곡 Op.64(1898)

### 협주곡
- 피아노 협주곡 가단조 Op.16(1868)

### 부수음악
- 페르귄트 Op.23(1875)

### 실내악
- 바이올린 소나타 1번 바장조 Op.8(1866)
- 바이올린 소나타 2번 사장조 Op.13(1867)
- 현악 4중주 사단조 Op.27(1877~8)
- 피아노 3중주[안단테보다 조금 빠르게] 다단조 EG116(1877)
- 첼로 소나타 가단조 Op.36(1883)
- 바이올린 소나타 3번 다단조 Op.45(1886~7)

### 피아노
- 3개의 피아노 소곡집 EG105(1860)
- 4개의 피아노 소곡집 Op.1(1861)
- 유머레스크 Op.6(1865)
- 피아노 소나타 마단조 Op.7(1865,7)
- 노드라크를 기억하는 장송행진곡 가단조 EG107(1866)
- 서정 소곡집 제1권 Op.12(1866~7)
- 25개의 노르웨이 민요와 춤곡 Op.17(1869)
- 노르웨이 민요에 의한 변주곡 형식의 발라드 Op.24(1875~6)
- 노르웨이 춤곡 Op.35(1881)
- 서정 소곡집 제2권 Op.38(1883)
- 서정 소곡집 제3권 Op.43(1886)
- 서정 소곡집 제4권 Op.47(1885~8)
- 서정 소곡집 제5권 Op.54(1891)
- 서정 소곡집 제6권 Op.57(1893)
- 서정 소곡집 제7권 Op.62(1895)
- 서정 소곡집 제8권 Op.65(1896)
- 19개의 노르웨이 민요 Op.66(1896)
- 서정 소곡집 제9권 Op.68(1898)
- 서정 소곡집 제10권 Op.71(1901)
- 노르웨이 농민 춤곡 Op.72(1902~3)

### 합창
- 올레 불에게 EG176(1901)
- 오래된 노르웨이 교회 선율에 의한 4개의 시편 Op.74(1906)

### 가곡
- 사랑의 선율 Op.5(1864)
- 6개의 노래 Op.25(1876)
- 아이들의 노래 Op.61(1894)
- 6개의 노래 EG177(1895)
- 연가곡 산의 요정 Op.67(1898)